# Rhopalolemma robertsi
Rhopalolemma robertsi är en biart som beskrevs av Roig-alsina 1991. Rhopalolemma robertsi ingår i släktet Rhopalolemma och familjen långtungebin. Inga underarter finns listade i Catalogue of Life.